# 范世逵
范世逵（1498年—1557年），字希哲，别号东山，山西蒲州（今永济）人，明朝晋商代表。
其早年接手家族产业，从事四方经商，主要为盐业。为人坦率，并善于亲自实地调查交易。